# Legendary Stardust Cowboy
Legendary Stardust Cowboy, nome artístico de Norman Carl Odam (Lubbock, 5 de setembro de 1947), é um artista performático americano de rock and roll que veio a ser um dos primeiros exemplos do gênero musical chamado psychobilly, na década de 1960. Embora seja considerado um artista extravagante, ele próprio se considera um artista sério.

## Início
Odam nasceu em Lubbock, Texas. Desde a infância, demonstrou grande interesse em voos espaciais tripulador, dizendo que ainda criança ele "costumava olhar para a Lua e dizer a si mesmo que algum dia o homem iria à Lua", ainda que ele preferisse viajar a Marte. Durante a sua adolescência, ele combinou seus interesses sobre o espaço sideral e do Oeste americano para criar o nome "Stardust Cowboy", adicionando a palavra "legendary" porque "Eu sou uma lenda de meu próprio tempo".
Odam começou a se interessar pela música nos anos finais da escola como um meio de se tornar popular com as garotas. Inspirado por Chet Atkins ele começou a tocar guitarra e aprendeu sozinho a tocar a corneta. Após o ensino médio ele frequentou brevemente a faculdade, graduando-se em eletrônica.
Quando estava na faculdade, Odam teve a ideia de "escrever uma canção selvagem que cativasse a todos". Isto o levou a escrever a canção "Paralyzed", com a qual ele se concursos de calouros locais. Ele gravou essa canção em 1968, naquilo que parecia ser um momento de tempo livre em Fort Worth, Texas. Ele tocou a corneta e dobro, enquanto T-Bone Burnett tocava bateria. A faixa apresenta gritos e rosnados ininteligíveis, acompanhados pela percussão frenética e a guitarra acúsica, com Odam gritando o título da canção: "Paralyzed!"

## Carreira
500 cópias do single foram feitas inicialmente e lançadas pelo próprio selo de Odam, o Psycho-Suave. Após a canção ganhar alguma popularidade regional, passou a ser distribuída por um selo maior, a Mercury Records, e eventualmente entrando no Top 200 da Billboard. A popularidade dessa canção deu a "the Ledge" (apelido pelo qual ele é conhecido pelos fãs) uma aparição no programa da NBC, Rowan and Martin's Laugh-in, na qual ele se veste da forma característica que o consagrou. Ele tocou "Paralyzed" e seu Lado B, "Who’s Knocking On My Door". Durante a segunda canção, o elenco de Laugh-In começou a pinotear e a fazer palhaçadas em torno dele. The Ledge, em suas palavras, "ficou doido e saiu do palco. Aquilo não fazia parte do espetáculo".
Odam foi convidado para aparecer em outros programas mas esses foram cancelados em função de uma greve de músicos que interrompeu todas as apresentações ao vivo. Quando a greve acabou, seus 15 minutos de fama já tinham acabado. O historiador Rob Weiner, da Texas Tech University considera a carreira musical de Odam "um produto do desespero", uma consequência do adágio segundo o qual "não há nada para fazer em Lubbock". "Paralyzed" apareceu em várias coletânea de Doctor Demento e frequentemente aparece em listas das piores gravações já feitas.
Odam continuou a gravar intermitentemente a partir de "Paralyzed", lançando alguns álbuns e singles. "I Took a Trip on a Gemini Spaceship" recebeu uma versão do fã de longa data David Bowie em seu álbum Heathen. Odam retribuiu a homenagem gravando uma versão de "Space Oddity". O próprio Bowie disse que o termo "stardust" em "The Rise and Fall of Ziggy Stardust and the Spiders from Mars" vem do The Legendary Stardust Cowboy.
Um documentário sobre a carreira de Odam, intitulado Cotton Pickin’ Smash! The Story of the Legendary Stardust Cowboy, foi preparada durante o final da década de 1980 mas não foi lançado.
Odam atualmente vive em San José, Califórnia e ainda se apresenta com regularidade. Desde o final da década de 1990 ele se apresenta com uma banda, intitulada "Altamont Boys", que inclui o baixista Klaus Flouride (ex-membro dos Dead Kennedys), o guitarrista Jay Rosen e o baterista Joey Meyers. Em maio de 2007, ele tocou no David Bowie High-Line festival em Nova Iorque em função de um convite do próprio David Bowie. Weiner diz que Odam nunca voltou a se apresentar em Lubbock, acreditando que sua cidade natal, na qual ele começou a tocar em estacionamentos para conseguir audiência, ofereceu a ele pouco encorajamento.

## Discografia

### Singles
- "Paralyzed"/"Who's Knocking on My Door", Psycho-Suave; Mercury
- "I Took a Trip (On a Gemini Spaceship)"/"Down in the Wrecking Yard", Mercury

### Álbuns
- Rock-It to Stardom, Luna/Amazing